# Talégalle de Bruijn
Aepypodius bruijnii
Espèce
Statut de conservation UICN

 EN B1ab(iii)+2ab(iii) : En danger
Le Talégalle de Bruijn (Aepypodius bruijnii) est une espèce de la famille des Megapodiidae.

## Répartition
Il est endémique de Waigeo.

## Description
Il mesure environ 43 cm, a un plumage brun tirant sur le gris sur le dessus du corps. Sa tête ainsi que son cou sont roses car dépourvus de plumes.